# Gaoyao

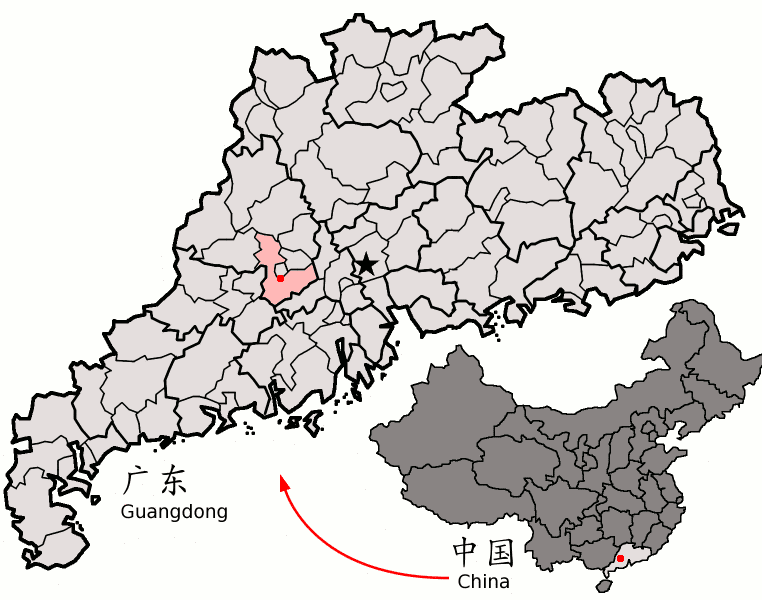
Lage von Gaoyao in Guangdong

Gaoyao (chinesisch 高要区, Pinyin Gāoyào Qū) ist ein Stadtbezirk in der chinesischen Provinz Guangdong. Er gehört zum Verwaltungsgebiet der bezirksfreien Stadt Zhaoqing. Gaoyao hat eine Fläche von 2.186 km² und zählt 741.591 Einwohner (Stand: Zensus 2020). 

## Administrative Gliederung
Auf Gemeindeebene setzt sich die kreisfreie Stadt aus einem Straßenviertel und sechzehn Großgemeinden zusammen. 